# Kleine Eiszeit

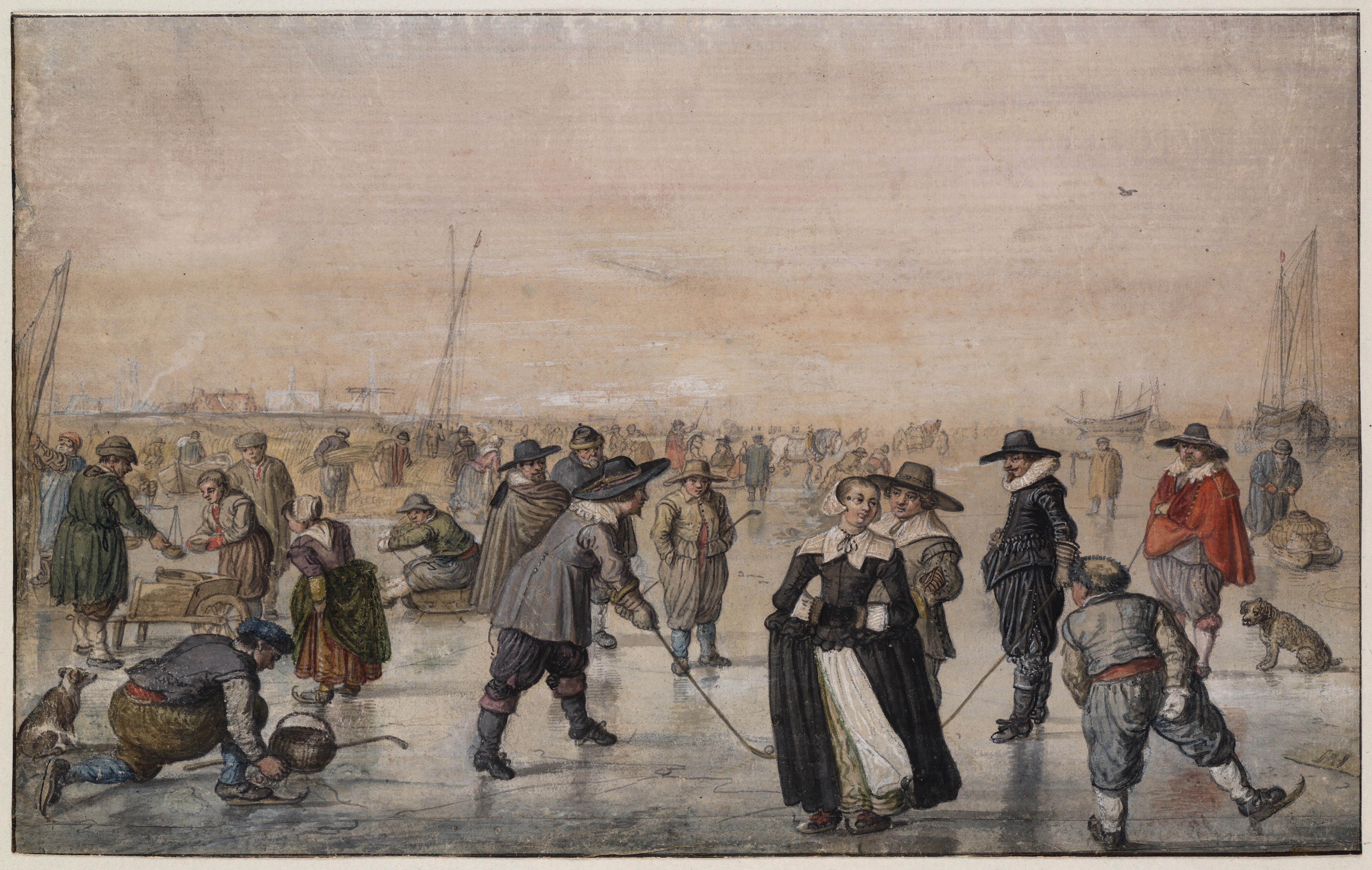
Das Gemälde IJsvermaak („Eisvergnügen“) von Hendrick Avercamp zeigt Menschen auf einem zugefrorenen Kanal in den Niederlanden im kalten Winter 1608. Heute dagegen sind die Kanäle im Winter meist eisfrei. Künstlerische Darstellungen solcher Szenen sind nur aus der Zeit zwischen 1565 und 1640 bekannt.

Die Kleine Eiszeit war eine Periode relativ kühlen Klimas, die im ausgehenden 19. Jahrhundert endete. Sie war regional und zeitlich unterschiedlich stark ausgeprägt. Für den Beginn liegen in der Literatur Daten zwischen 1200 und 1550 vor, so dass es fragwürdig ist, einen generellen Zeitpunkt anzugeben. Nur während eines Kernzeitraums, vom Ende des 16. Jahrhunderts bis in das letzte Drittel des 17. Jahrhunderts, lässt sich global eine kühlere Phase ausmachen.
Die Kleine Eiszeit ist Teil der jüngeren Klimageschichte und Forschungsgegenstand der Historischen Klimatologie. Sie gilt in der heutigen Klimadiskussion als das klassische Beispiel einer durch kurzfristige Schwankungen geprägten natürlichen Klimavariation.

## Forschungsgeschichte
Die Idee eines nach einer wärmeren Episode im Mittelalter kühler werdenden Klimas reicht bis in das späte 18. Jahrhundert zurück. Britische und US-amerikanische Naturphilosophen und Naturwissenschaftler diskutierten sie anhand von Differenzen zwischen mittelalterlichen und zeitgenössischen Berichten über Wetter und Landwirtschaft.
Der wahrscheinlich erste, der die Bezeichnung „Kleine Eiszeit“ für eine Klimaperiode verwendete (→ Periodisierung), war im Jahr 1909 der Botaniker George Francis Scott Elliot. Er nannte so einen Kälterückfall nach der letzten Kaltzeit, der durch Änderungen der Pflanzenwelt gekennzeichnet war und heute als Jüngere Dryaszeit bekannt ist.
Meist jedoch wird der amerikanische Geologe François E. Matthes als derjenige genannt, der im geowissenschaftlichen Kontext erstmals von einer „Kleinen Eiszeit“ sprach: Matthes war Vorsitzender des Gletscherkommitees der American Geophysical Union. In dessen Bericht des Jahres 1939 wurde als „Kleine Eiszeit“ eine Epoche einer erneuten, aber moderaten Vergletscherung in der kalifornischen Sierra Nevada bezeichnet. Den Beginn dieser Epoche setzte Matthes vor etwa 4000 Jahren an, nach dem Ende des Klimaoptimum des Holozäns, und er ging davon aus, dass die Epoche bis in die 1930er Jahre angehalten hatte. Schon in diesem Bericht und auch in Veröffentlichungen der folgenden Jahre hob Matthes die besonders ausgeprägte Gletscherausbreitung nach Ende des Mittelalters hervor – unter Rückgriff auf Ergebnisse des französischen Geographen Charles Rabot, der eine Phase besonders starker Ausbreitung der Gletscher in den französischen Alpen vom 16. bis Mitte des 19. Jahrhunderts ausgemacht hatte.
Der Begriff in seiner weiten Bedeutung einer klimatischen Veränderung, die vor 4000 Jahren begonnen haben sollte, wurde zu Beginn der 1940er Jahre von weiteren Forschern aufgegriffen, darunter Ronald Ives und Richard Foster Flint. Die Einschränkung auf Zeiträume im letzten Millennium setzte sich später durch: Unter den ersten, die als Kleine Eiszeit speziell das europäische Klima der etwa 300 Jahre von der Mitte des 16. bis in die Mitte des 19. Jahrhunderts bezeichneten, waren Mitte der 1940er Jahre Guy Stewart Callendar und Gordon Manley. Zum Ende der 1940er Jahre wurde „Kleine Eiszeit“ vor allem in der engeren Bedeutung einer kühlen post-mittelalterlichen, durch besonders markante Gletschervorstöße gekennzeichneten Epoche verwendet.

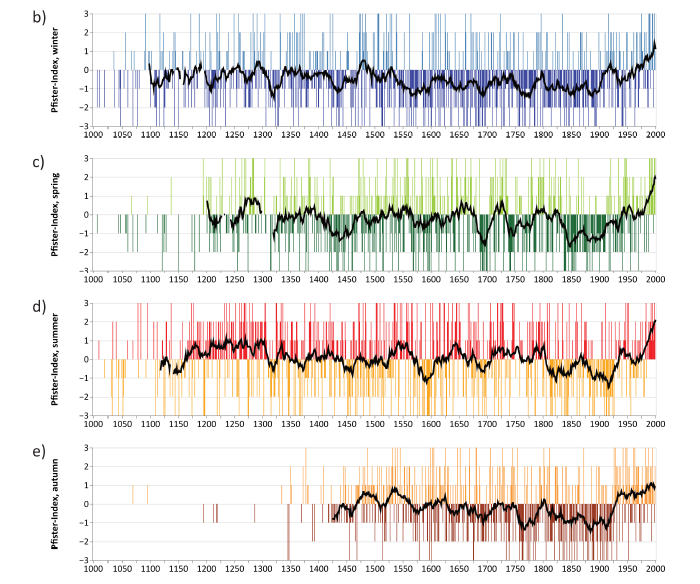
Rekonstruktion der saisonalen Temperaturen in Mitteleuropa von 1000 bis 1999

Besonders einflussreich war eine grundlegende Veröffentlichung der britischen Geographin Jean M. Grove Ende der 1980er Jahre. Grove ließ die Kleine Eiszeit im 13. und 14. Jahrhundert beginnen und sah sie als die letzte einer Reihe ähnlicher Perioden globaler Gletschervorstöße im Holozän. Spätestens mit ihrem Werk war der Begriff einer nachmittelalterlichen Kleinen Eiszeit in der Fachwelt etabliert – trotz der immer wieder kritisierten Assoziation mit den eigentlichen Eiszeiten (siehe Kaltzeit und Eiszeitalter).
Der Historiker Christian Pfister und der Klimatologe Heinz Wanner haben 2021 eine Rekonstruktion der saisonalen Temperaturen in Mitteleuropa auf der Basis von Dokumentendaten publiziert. Nach 1500 beruht sie auf dem Artikel des tschechischen Geografen Petr Dobrovolny.

## Beobachtungen

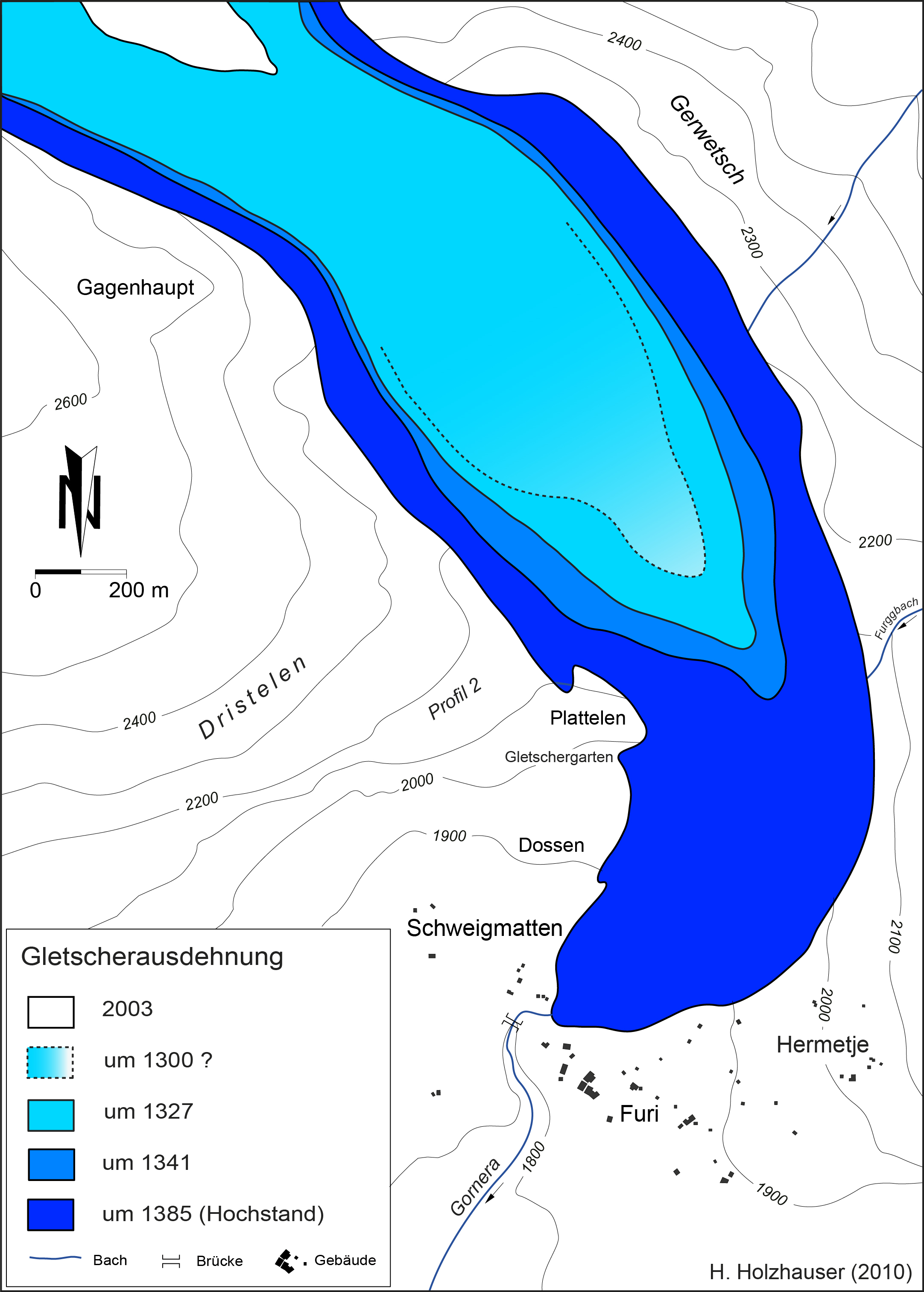
Gornergletscher: Gletscherausdehnung im 14. Jahrhundert und 2003

In Mitteleuropa sind zwischen den 1340er und 1370er Jahren anhand von Dokumentendaten kalte Sommer belegt, die einen Vorstoß der Alpengletscher auslösten. Dieser kann als Vorläufer der Kleinen Eiszeit betrachtet werden. Der Gornergletscher, der zweitgrößte der europäischen Alpen, erreichte 1385 eine Dimension, die den späteren maximalen Vorstößen gleichkommt. Eine global kühlere Phase lässt sich erst vom Ende des 16. Jahrhunderts bis in das letzte Viertel des 17. Jahrhunderts nachweisen. Auch in diesem Kernzeitraum der Kleinen Eiszeit gab es noch erhebliche Schwankungen: In der Nordhemisphäre waren die Zeiträume von etwa 1570 bis 1630 und 1675 bis 1715 besonders kalt. In der Südhemisphäre lag der Schwerpunkt von kurz nach Beginn bis in die zweite Hälfte des 17. Jahrhunderts. Regional und zeitlich unterschiedlich gewichtet lagen die Temperaturen während der Kleinen Eiszeit im Zeitraum 1400–1800 weltweit um etwa 0,1 Kelvin (K) niedriger als während der vorangegangenen Jahrhunderte 1000–1400. Über kürzere Zeiträume von wenigen Jahrzehnten könnten die Temperaturen bis zu 0,8 K, in einigen europäischen Regionen auch 1 bis 2 K niedriger gelegen haben.
Während der Kleinen Eiszeit traten häufig sehr kalte, lang andauernde Winter und niederschlagsreiche, kühle Sommer auf. Ende des 16., Mitte des 17. Jahrhunderts und auch bis zur Mitte des 19. Jahrhunderts drangen in den Alpen dreimal die Gletscher vor und zerstörten Gehöfte und Dörfer. Das Gletscherwachstum während der Kleinen Eiszeit war das stärkste seit der langandauernden Vereisung der letzten Eiszeit.
Verschiedene historische Berichte und Ereignisse werden mit der Kleinen Eiszeit in Verbindung gebracht und zu ihrer Illustration verwendet:
- Bei seinen Vogelbeobachtungen registrierte der Heidelberger Kirchenrat Marcus zum Lamm (1544–1606) um 1580 den sich verstärkenden Umschwung des Klimas und riet seinem Landesherrn, dem Administrator der Kurpfalz Johann Kasimir, Nahrungsvorräte für die Bevölkerung anzulegen.[17]

- Die Kanäle und Grachten in den Niederlanden, in Belgien und in Nordfrankreich waren häufig lange zugefroren. So froren Kanäle der Stadt Haarlem laut 1633 beginnenden Aufzeichnungen im Mittel an 28 Tagen zu.[18] Bis zur flächendeckenden Verbreitung von Eisenbahn und später LKW waren Kanäle und Fließgewässer die wichtigsten Verkehrswege.

- In Frankreich führte der Temperaturrückgang zu Hungerwintern – langanhaltenden Tieftemperaturen, die die Aussaat fast unmöglich machten und die Ernten weitgehend ruinierten: 1659/60, 1694/95 und 1708/09.[19] Höhepunkt war die Kälteperiode von 1692 bis 1698, die oft ebenfalls als „Kleine Eiszeit“ bezeichnet wurde.

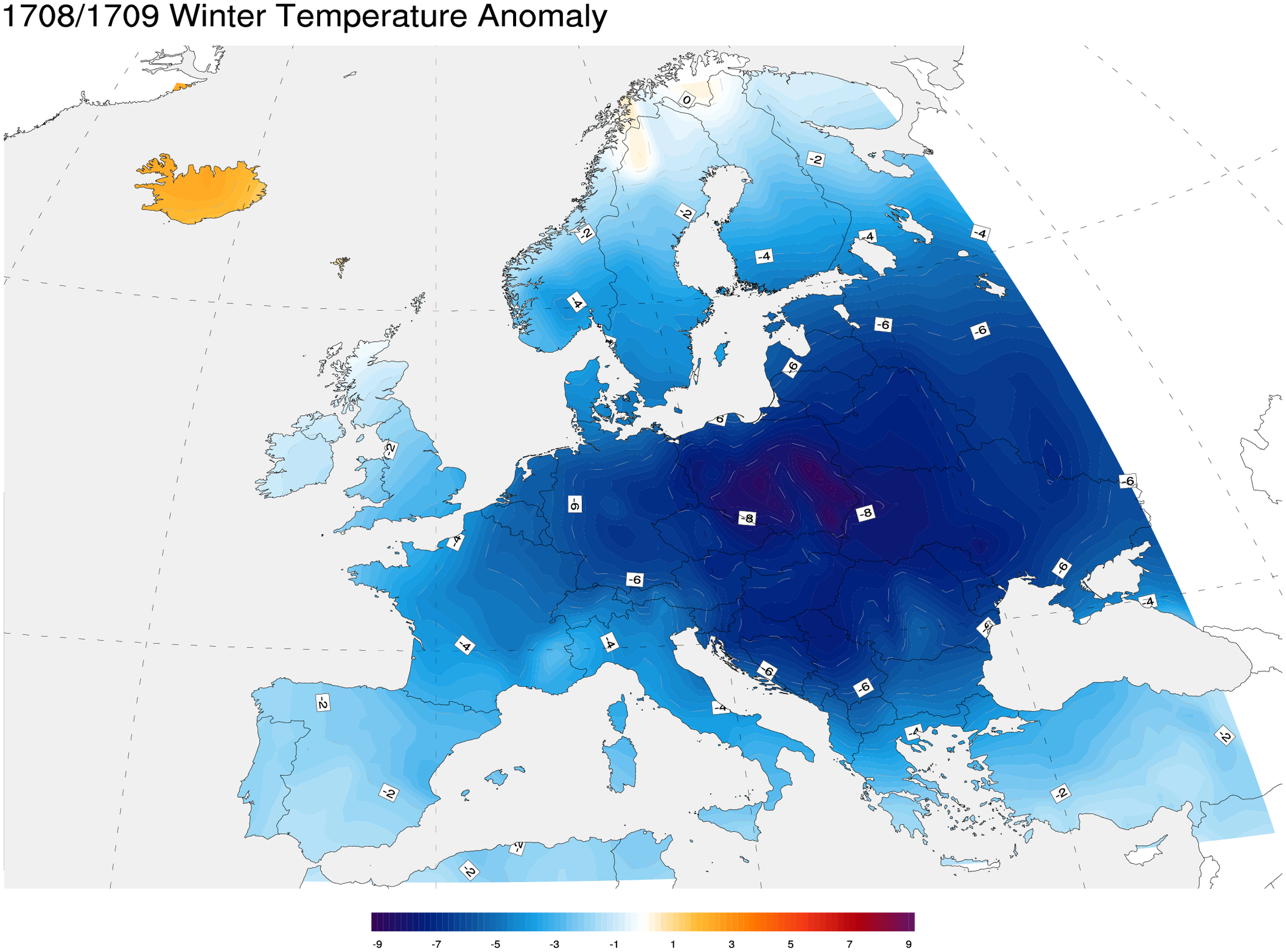
Temperatur-Anomalie Winter 1708/1709

- In London fand auf der zugefrorenen Themse mehrmals ein „Frostjahrmarkt“ statt – möglich wurde dies auch durch damals andere Strömungsverhältnisse des Flusses. Auch im Mittelalter fror die Themse mehrfach zu.[20]

- Im Winter 1780 konnte der Hafen von New York auf dem Eis sicher überquert werden. Auf den Großen Seen in Nordamerika blieb das Eis manchmal bis zum Juni.

Als letzte Markierung der Kleinen Eiszeit wird etwa die Große Hungersnot in Irland 1845–1852 gesehen. Der Anstieg der Mitteltemperaturen ist verzerrt durch das Jahr ohne Sommer (1816) und einige abnorm kühle Jahre danach; Ursache war der Ausbruch des Vulkans Tambora auf der östlich von Java gelegenen Insel Sumbawa im Jahr 1815.
Ab etwa 1850 wurde es weltweit wärmer; dies gilt als Ende der Kleinen Eiszeit. Seitdem sind die globalen bodennahen Durchschnittstemperaturen um etwa 1 K gestiegen und damit (bezogen auf einen Zeitraum von 50 Jahren) wahrscheinlich wärmer als mindestens seit 1300 Jahren.
Seit Mitte des 19. Jahrhunderts ist nahezu weltweit ein deutlicher Rückgang der Gletscher zu beobachten (siehe Gletscherschwund seit 1850).

## Klimazeugen

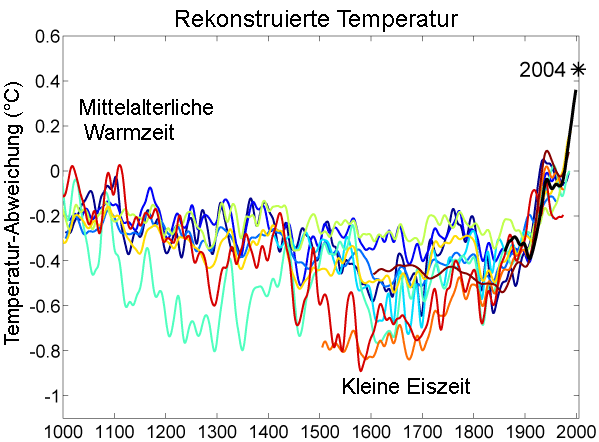
Temperaturverlauf der letzten 1000 Jahre, rekonstruiert aus verschiedenen Quellen. Die rote Linie markiert den rekonstruierten Verlauf in der nördlichen Hemisphäre. Der schwarze Anstieg rechts ist instrumentell gemessen.

Die Kleine Eiszeit ist in vielen natürlichen Klimaarchiven durch eine Reihe von Proxydaten (indirekte Klimadaten) nachgewiesen, etwa durch:
- zeitgenössische Berichte von Chronisten
- wissenschaftliche Aufzeichnungen (zum Beispiel das „Calendarium“ des Astronomen Johannes Fabricius (1587–1617))
- Sedimentproben (Warve)
- Wachstumsringe von Bäumen
- Pollenanalysen, die die Rekonstruktion der Vegetationsgrenzen der Vergangenheit erlauben
- das temperaturabhängige 18O/16O-Verhältnis in Eisbohrkernen und in den kalkhaltigen Gehäusen benthischer Foraminiferen (Einzeller in Ablagerungen auf dem Meeresboden)

Auch einige Gemälde von damals können als Indikatoren vergangener Klimaverhältnisse herangezogen werden. Bekannt sind dafür die Darstellungen von Winterlandschaften Pieter Brueghels, Hendrick Avercamps und anderer niederländischer Meister aus dem 16. und 17. Jahrhundert. Viele von ihnen zeigen Szenen mit zugefrorenen Kanälen. Antonio Vivaldis Winter-Konzert mit dem dazugehörigen Sonett thematisiert z. B. das Schlittschuhlaufen auf der Lagune von Venedig. Ab dem 19. Jahrhundert war diese Zeit beendet, die (durchschnittlichen) Temperaturen liegen seitdem höher und es gab weniger Beobachtungen, dass die Kanäle und Lagune zugefroren waren.
Gemälde der frühen mandschurischen Qing-Dynastie (ab 1644) zeigen Schneelandschaften. Der Zusammenbruch der vorausgehenden Ming-Dynastie wurde durch Missernten infolge wiederholter Dürren ab dem 16. Jahrhundert und besonders eine extreme Dürre 1638–1641 mit ausgelöst. Die Dürren traten durch Änderungen des Monsuns während einer in Chroniken dokumentierten, möglicherweise durch Vulkanausbrüche verursachten Kälteperiode auf. Vergleichbare Dürren treten erst wieder seit der zweiten Hälfte des 20. Jahrhunderts auf.

## Räumliches und zeitliches Auftreten

Temperaturanomalien der letzten zweitausend Jahre, nach Kontinent

Als erste Hinweise auf die Kleine Eiszeit offensichtlich wurden, ging man von einem weltweiten Klimaphänomen aus. Heute wird dies teilweise anders gesehen. Um weltweit gesicherte Daten zu gewinnen, haben seit den 1990er Jahren in mehreren nationalen und internationalen Verbundprojekten hunderte Wissenschaftler alle Kontinente bereist und dort Tausende von Beobachtungen und Proxydaten zusammengestellt.
Aus verschiedenen Klimaarchiven konnten kühlere Perioden auf der Nord- und Südhalbkugel, also auf allen Kontinenten und den beiden Polkappen, belegt werden. Perioden deutlich kühleren Klimas waren regional und zeitlich aber uneinheitlich verteilt. Zumindest für eine Hauptphase der Kleinen Eiszeit vom Ende des 16. bis in das 19. Jahrhundert hinein kann man von einem Phänomen der Nordhemisphäre mit einer durchschnittlichen Abweichung der Sommertemperaturen von −0,5 K gegenüber dem Referenzzeitraum 1960 bis 1991 sprechen. Diese Hauptphase begann mit der sogenannten Grindelwald-Fluktuation (1560–1630), gefolgt von einem kühlen Zeitraum von 1645 bis 1720, der manchmal nach der zeitlich korrelierten Phase geringer Sonnenfleckenzahl Maunder-Minimum bezeichnet wird. Auch der Kälteeinbruch 1780–1820 wird mitunter nach einer Phase geringer Sonnenfleckenzahl Dalton-Minimum genannt. Besonders niedrige Temperaturen traten jedoch nicht über einen Zeitraum von mehr als einigen Jahrzehnten global gleichzeitig auf.
Deutlich kühlere Phasen mit Temperaturabweichungen von mehr als 0,8 K im Sommer gab es im 17. Jahrhundert in Nordwestasien und zu Beginn des 19. Jahrhunderts in Nordasien. Für die Zeit um 1650 ist ein Kälteeinbruch in China dokumentiert (Übergang Ming- zu Qing-Dynastie). In Grönland gab es besonders kühle Phasen im 14., 15., 17. und in der ersten Hälfte des 19. Jahrhunderts. In Europa war es zur Zeit des späten Maunderminimums, Ende des 17. Jahrhunderts, deutlich kühler, in Osteuropa um bis zu 1,2 K. Aber auch in Europa waren zu dieser Zeit kühlere Durchschnittstemperaturen sehr uneinheitlich verteilt, in Nordskandinavien wurde auch eine leichte Erwärmung rekonstruiert.
Klimaschwankungen während der Kleinen Eiszeit bestanden nicht nur in Temperaturschwankungen: Zirkulationsmuster in Atmosphäre und Ozeanen änderten sich, und damit auch vorherrschende Winde, Niederschlagsmuster und -extreme. Besonders in hohen Breiten war das Wetter weniger vorhersehbar. Manche Periodisierungen der Klimageschichte lassen eine Kleine Eiszeit bereits im 13. oder 14. Jahrhundert beginnen. In dieser Sichtweise eines frühen Beginns handelte es sich bei der Kleinen Eiszeit eher um eine Periode unvorhersehbarer Wetterextreme als um eine einheitliche Kältephase.

## Ursachen
Als Ursachen für die Kleine Eiszeit wurden verstärkter Vulkanismus, eine geringere Aktivität der Sonne und eine Wiederbewaldung landwirtschaftlicher Flächen nach einem Bevölkerungsrückgang durch Krankheiten erwogen. Bei durch die Abkühlung veränderten Meeresströmungen wird eine verstärkende Rolle vermutet. Zusätzlich zu diesen kurzzeitigen Einflüssen gab es einen im späten Atlantikum vor etwa 6000 Jahren einsetzenden und über Jahrtausende reichenden Abkühlungstrend, der durch allmähliche Änderungen der Erdumlaufbahn bewirkt wurde.

### Gesteigerte vulkanische Aktivität

Rekonstruierter vulkanischer Strahlungsantrieb der letzten 2500 Jahre

Der Kleinen Eiszeit gingen eine Reihe starker Vulkanausbrüche, Plinianische Eruptionen, voraus, die Staub und Asche sowie Gase, unter anderem Schwefeldioxid (SO2), hoch in die Erdatmosphäre schleuderten.
Durch Untersuchungen heutiger Vulkaneruptionen sind die in der höheren Atmosphäre, der Stratosphäre, ablaufenden Prozesse bekannt. Dort können vulkanische Feststoffe und Gase für einige Jahre bleiben und sich auf das Klima auswirken. Das Schwefeldioxid wird in einer photochemischen Reaktion zu Schwefelsäure (H2SO4) umgewandelt. Die Säure wird in der Stratosphäre zu einer Wolke aus Aerosol, in der Luft schwebenden Tröpfchen, die die Sonnenstrahlung reflektieren und die Insolation verringern. Im Schatten der Aerosolwolke kühlt sich die untere Atmosphäre, die Troposphäre, ab.
In einer im Jahr 2011 erschienenen Studie wurde mit Hilfe von Klimamodellen die Reaktion des Weltklimas auf eine durch Eisbohrungskerne belegte Serie von Vulkanausbrüchen ab dem Ende des 13. Jahrhunderts nachgestellt.
Es zeigte sich, dass eine dadurch ausgelöste schnelle und starke Abkühlung durch Rückkopplungsprozesse wie z. B. die Eis-Albedo-Rückkopplung über viele Jahre fortbesteht, lange nachdem die ursächlichen Aerosole aus der Atmosphäre verschwunden sind. Große Veränderungen der Sonnenaktivität sind für eine derartige Reaktion des Klimas nicht nötig.
Durch Untersuchung des Absterbedatums fossiler Pflanzen auf Baffin Island in der kanadischen Arktis stellten sich die Jahre von 1275 bis 1300 und 1430 bis 1455 als Perioden mit relativ plötzlich absterbender Vegetation und eines dadurch belegten vermehrten Gletscherwachstums heraus.
Das Ende der Kleinen Eiszeit wurde durch eine Reihe bedeutender Vulkanausbrüche markiert. Die Eruption der Laki-Krater auf Island im Jahre 1783 verursachte den harten Winter 1783/84 auf der Nordhemisphäre. Im Jahr 1808 oder 1809 kam es zum Ausbruch eines bislang noch nicht identifizierten Vulkans in den Tropen. Im Jahr 1815 brach der Tambora auf der Insel Sumbawa (Indonesien) aus. Im darauffolgenden Jahr 1816, dem „Jahr ohne Sommer“, wurden in Nordeuropa und im Osten Nordamerikas Schnee und Frost im Juni und Juli beobachtet. Eine weitere tropische Eruption ereignete sich im Jahr 1835. Die zehn kältesten Sommer in Temperaturrekonstruktionen für die nördlichen außertropischen Breiten im Zeitraum 1750–1900 traten alle nach Vulkanausbrüchen auf.

### Verringerte Sonneneinstrahlung

Sonnenfleckenaktivität der letzten 2000 Jahre: Nach 20 bis 60 Jahren sind die durch die Maxima von Sonnenflecken hervorgerufenen Minima der ^{14}C-Entstehung mit Hilfe der Radiokohlenstoffmethode nachweisbar.

Die Jahresleistung der Sonnenstrahlung, Energiequelle des Erdklimas, schwankt mit der Sonnenaktivität in der Größenordnung von 0,1 %. Phasen geringerer Sonnenaktivität gehen mit geringerer Strahlungsleistung einher und haben einen kühlenden Einfluss auf das Erdklima. Anhand der Beobachtung von Sonnenflecken lässt sich die Sonnenaktivität bis in das Jahr 1610 zurück rekonstruieren, für den Zeitraum davor kann man anhand der Messung von Radioisotopen, die durch bei schwächerer Sonnenaktivität vermehrt in die Erdatmosphäre eindringende kosmische Strahlung erzeugt werden, näherungsweise auf die Sonnenaktivität schließen (kosmogene Radioisotope 14C und 10Be als Proxy).
In den Zeitraum der Kleinen Eiszeit fallen Phasen besonders geringer Sonnenaktivität. Die zweite Hälfte einer besonders kühlen Phase der Kleinen Eiszeit in der Nordhemisphäre, die vor 1600 eingesetzt hatte und bis etwa 1710 reichte, fällt mit dem Maunder-Minimum zusammen. In diesem Zeitraum, von 1645 bis 1715, zeigte die Sonne ein Minimum an Sonnenflecken, mit dem eine etwas verringerte Strahlungsintensität einherging. Schon eine geringfügige Abschwächung kann regional zu signifikanten Abkühlungserscheinungen führen. Auch das Spörerminimum, ca. 1420 bis 1550, und das deutlich kürzere und weniger ausgeprägte Daltonminimum, um 1800, fallen in die Kleine Eiszeit.
Global hingegen, so das Ergebnis neuerer Arbeiten, können die Änderungen der Sonnenaktivität nur mit vergleichsweise kleinen Änderungen der Strahlungsleistung einhergegangen sein. Damit ist schwächere Aktivität der Sonne wahrscheinlich nicht Hauptursache der Kleinen Eiszeit im 16. und 17. Jahrhundert gewesen. Resultierende Temperaturänderungen werden global auf weniger als 0,3 K, mit einem wahrscheinlichsten Wert von ca. 0,1 K geschätzt. Ein deutlich stärkerer regionaler Einfluss besonders in mittleren Breitengraden der Nordhemisphäre, zum Beispiel indirekt über einen Einfluss auf die winterliche Nordatlantische Oszillation und damit auf das Klima in Europa, ist aber möglich.

### Wiederbewaldung infolge von Bevölkerungsrückgang
Der Paläoklimatologe William F. Ruddiman schlug 2003 die Hypothese vor, massiver Bevölkerungsrückgang könne zu einer Wiederbewaldung geführt haben. Diese hätte genug Kohlenstoff aus der Luft gebunden, um durch die daraus resultierende Verringerung der CO2-Konzentrationen die kleine Eiszeit auszulösen (→ Ruddiman-Hypothese). Ruddiman vermutet speziell die Pestepidemien des späten Mittelalters als Auslöser. Es wurde auch vermutet, dass durch den massiven Bevölkerungsschwund auf den amerikanischen Kontinenten, ausgelöst durch von Europäern eingeschleppte Krankheiten, die zuvor genannten Ursachen noch verstärkt wurden. Nach der Dezimierung der Bevölkerung in Amerika um ca. 95 % wurden große Teile von zuvor mit Feuer gerodeten Ackerflächen wiederbewaldet, wodurch Schätzungen zufolge 2 bis 5 Gigatonnen Kohlenstoff aus der Atmosphäre gebunden worden sein könnten. Das entspricht ca. 4 bis 14 % eines Rückgangs der CO2-Konzentrationen um 7 ppm, der in den Zeitraum 1550–1750 fällt. Der daraus resultierende verringerte Treibhauseffekt hätte zu der 0,1 K kühleren Periode in dem Zeitraum geführt.
Der Rückgang an Bränden in Amerika begann jedoch bereits ab 1350, der stärkste Rückgang an verbrannter Biomasse wurde gerade in Regionen Amerikas mit geringer Bevölkerungsdichte und spätem Kontakt zu den Europäern lokalisiert. Gefundene Kohlereste korrelieren dagegen gut mit den zeitlich und räumlich uneinheitlichen Klimaschwankungen der Kleinen Eiszeit. Daraus schließen andere Autoren, dass nicht der Bevölkerungsschwund, sondern lokale Klimaschwankungen Hauptursache für die Wiederbewaldung waren. Insgesamt gibt es im Holozän global keine hohe Korrelation zwischen Bränden und CO2-Konzentrationen. Der Rückgang der CO2-Konzentrationen werde anderen Forschern zufolge eher durch die CO2-Aufnahme in Mooren und Ablagerung von Calciumcarbonat in flachen Gewässern erklärt.

### Schwächerer Golfstrom
Nach Untersuchungen von Jean Lynch-Stiglitz und ihren Kollegen war der Golfstrom zur Zeit der Kleinen Eiszeit etwa 10 % schwächer als gewöhnlich. Grundlage für die Berechnung waren die 18O/16O-Verhältnisse in Muschelschalen, die aus der Floridastraße stammen. Untersuchungen von Muschelschalen aus dem Schelf nördlich von Island zeigten ebenfalls eine schwächere Strömung in den oberen Wasserschichten. Der schwächere Golfstrom hat wahrscheinlich andere kühlende Faktoren, wie etwa eine schwächere Sonneneinstrahlung, im Nordatlantikraum verstärkt.

### Änderungen im Umlauf der Erde um die Sonne
Beginnend vor etwa 6000 Jahren gab es bis in das 19. Jahrhundert – vor allem in den mittleren und hohen Breiten der nördlichen Hemisphäre – einen langfristigen Abkühlungstrend von etwas mehr als 0,1 K pro Millennium. Dieser Abkühlungstrend ist Klimasimulationen zufolge auf Änderungen der Erdbewegung relativ zur Sonne zurückzuführen, vor allem auf eine Änderung der Neigung der Erdachse. Dadurch ändert sich die saisonale und regionale Verteilung der auf der Erde eintreffenden Sonnenstrahlung. Solche Änderungen der Sonnenstrahlung können die Schnee- und Eisbedeckung sowie Vegetation in mittleren und hohen nördlichen Breiten ändern und dadurch klimatische Rückkopplungen wie etwa eine Eis-Albedo-Rückkopplung auslösen, die besonders im Norden zu einer langfristigen Abkühlung führen.

## Folgen für die Menschen

### Not, soziale Spannungen, Verfolgung von Minderheiten
Witterungs- und Klimaschwankungen werden, vor allem von britischen und skandinavischen Forschern, als ein Auslöser für spätmittelalterliche Agrarkrisen im 14. und 15. Jahrhundert in Europa gesehen. Einzelne Autoren, so etwa Hubert Lamb, sehen die Krise in einer Übergangszeit von einer mittelalterlichen Warmzeit zu einer kleinen Eiszeit, die sie damit früh beginnen lassen. Durch tiefe und lange Winter waren die Vegetationsperioden reduziert. Die Sommer waren nasskalt, so dass etwa der Weizen auf den Halmen verfaulte. Die Nahrungsmittelproduktion ging zurück, und es kam zu Hungersnöten. Wolfgang Behringer wies auf die in dieser Zeit gehäuft auftretenden Teuerungen, die Mangelernährung und Seuchen hin, was letztlich soziale Spannungen in der Bevölkerung verschärfte.
Für die Missernten wurden immer wieder gesellschaftliche Minderheiten und Randgruppen verantwortlich gemacht. In den sinkenden Erträgen sah man oft eine Folge von schwarzer Magie. In die Zeit der Kleinen Eiszeit fallen sowohl die frühneuzeitlichen Hexenverfolgungen in Mitteleuropa als auch die gehäufte Verfolgung von sozialen Minderheiten (insbesondere der Juden und kleinerer christlicher Glaubensgemeinschaften wie der Täufer). In vielen Hexenprozessen wurden den Angeklagten u. a. Schadenzauber am Wetter vorgeworfen (z. B. Frost in Weinbaugebieten und Hagel).

### Machtpolitische Ereignisse
Die Kleine Eiszeit prägte eine Epoche bedeutender historischer Ereignisse in Europa und darüber hinaus. Das Wissen um die klimatisch bedingten Probleme könnte insgesamt zu einem klareren Bild über jene Zeit führen. Inwieweit diese Probleme nicht nur erschwerend zu den damaligen Lebensbedingungen hinzukamen, sondern auch ursächlich zu den Großkonflikten beigetragen haben, wird die historische Forschung ebenfalls noch zu klären haben. Wolfgang Behringer vermutet unter anderem einen Zusammenhang zwischen den durch die klimatischen Veränderungen ausgelösten gesellschaftlichen Unruhen und dem Ausbau des frühneuzeitlichen Staates. Anlass für Überlegungen hinsichtlich exogener Ursachen bieten zum Beispiel der Ausbruch des Dreißigjährigen Krieges und – viel später – auch die Französische Revolution.

#### Dreißigjähriger Krieg

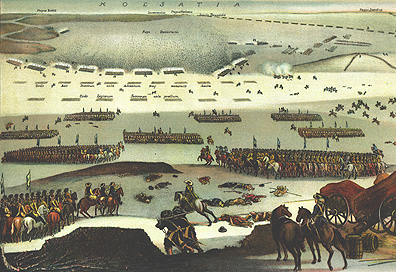
Zehn Jahre nach Kriegsende führten Schweden und Dänen wieder Krieg: 1658 stieß das Heer des schwedischen Königs Karl X. über den zugefrorenen Belt auf die dänischen Inseln vor

Von 1500 bis 1618 hatte sich in den deutschen Ländern die Bevölkerung fast verdoppelt. Als ab etwa 1570 die Temperaturen deutlich zurückgingen und in der Folge der landwirtschaftliche Ertrag einbrach, entstand daraus eine katastrophale Situation für die Menschen im Lande, die sich in Verzweiflung, Misstrauen und Weltuntergangsstimmung äußerte. Aus dem Zeitraum von 1560 bis 1610 sind mehrere Missernten, Orkane und harte Winter bekannt. Hungersnöte prägten diese Zeit. Diese Missstände bereiteten einen Umbruch in der Gesellschaft vor und werden – neben anderen Gegebenheiten – als ein Nährboden für Kriege in der ersten Hälfte des 17. Jahrhunderts wie den Dreißigjährigen Krieg angesehen.

#### Französische Revolution
Im vorrevolutionären Frankreich kam es ab etwa 1770 zu einem Bevölkerungsanstieg, dem keine ausreichende Steigerung der Nahrungsmittelproduktion gegenüberstand. Zu den nachfolgend steigenden Lebensmittelpreisen trat eine ökonomische Krise hinzu, die durch eine falsche Politik verschärft wurde. Die Jahre 1786 bis 1788 waren daher geprägt von der Gleichzeitigkeit einer Agrar-, Industrie- und Sozialkrise.
In dieser Situation kam 1788 und 1789 eine der für die Kleine Eiszeit charakteristischen Häufungen klimatischer Extreme hinzu. 1788 gingen in Frankreich als Folge einer extremen Dürre und eines schweren Hagelsturms die Getreideerträge um über 20 Prozent gegenüber dem Mittel der vorangegangenen zehn Jahre zurück. Dies führte mehr als ein Jahr vor der Französischen Revolution zu einem Anstieg der Preise. Auf den extrem kalten Winter 1788/1789 folgten mit dem Tauwetter im Frühjahr Überschwemmungen mit nachfolgenden Viehseuchen. In manchen Gebieten kam es zu Hungerrevolten und Überfällen auf Getreidetransporte. Als Reaktion auf Gerüchte über Briganten wurden im Sommer die Bauern bewaffnet (Grande Peur). Die Dürre von 1789 ließ Wassermühlen stillstehen, und die verminderte Mehlproduktion führte zu einem weiteren Anstieg der Brotpreise. Die einfache Land- und Stadtbevölkerung litt unter der Nahrungsmittelknappheit als Folge der Klimaverschlechterung am deutlichsten, und die hungernden Massen waren es, die der Französischen Revolution zu ihrem Durchbruch verhalfen. Somit war die Kleine Eiszeit, wenn auch indirekt, eine von vielen Ursachen für den Ausbruch der Revolution.

### Folgen vorrückenden Packeises
Während der mittelalterlichen Warmzeit hatte sich unter anderem das Packeis im nördlichen Atlantik nach Norden zurückgezogen und manche Landgletscher waren verschwunden. Diese Erwärmung erlaubte es den Wikingern, Island (ab etwa 870) und Küstenbereiche von Grönland (ab 986) zu besiedeln.
Infolge der Abkühlung rückte im 15. Jahrhundert und ab ca. 1700 bis in das 19. Jahrhundert die Packeisgrenze wieder nach Süden vor, unterbrochen von einer Phase besonders geringer Eisausdehnung. Das vorrückende Packeis isolierte Island zeitweise von der Außenwelt, wodurch die Einwohnerzahl stark zurückging. Die Klimaverschlechterung gilt als ein möglicher Grund, warum im 16. Jahrhundert die skandinavische Kolonie auf Grönland erlosch, der um 1300 etwa 3000 Personen angehört hatten.

## Weitere Klimaanomalien
- Klimaanomalie 536–550